# Sint-Jozefklooster (Smakt)
Het Sint-Jozefklooster is een voormalig klooster van de Ongeschoeide Karmelieten te Smakt, gelegen aan de Sint-Jozeflaan 58.
De Ongeschoeide Karmelieten hadden een seminarie in Geleen en wilden verhuizen. In 1947 werd door de bisschop Smakt aangewezen, waarbij de kloosterlingen ook de taak hadden om de bedevaartplaats aldaar te verzorgen. De paters gingen voorlopig wonen in het rectoraatshuis, dat in 1936 was gebouwd.
Onder architectuur van Schols werd begonnen met de bouw van het klooster. In 1951 kwam de noordelijke vleugel gereed, waar ook het Kleinseminarie gevestigd werd. In 1954 kwam de westelijke vleugel gereed en in 1955 startte ook het Grootseminarie. Dit stopte in 1967, toen de theologie-opleidingen werden geconcentreerd aan de Universiteit van Amsterdam.
Er kwamen geen novicen meer, en in 2006 vertrokken de laatste Karmelieten, vanwege hun leeftijd, uit het klooster. Het klooster stond geruime tijd leeg, waarna het omgebouwd werd tot een zorgcentrum voor dementerenden.